# Wanda Szczepańska
Wanda Szczepańska (ur. 26 listopada 1925 w Ostrołęce, zmarła 1 lipca 2014 w Mikołajkach), doktor nauk biologicznych, mgr (Uniwersytet Warszawski, 1952), dr (Uniwersytet Mikołaja Kopernika w Toruniu, 1964,) trichopterolog, hydrobiolog.
Badania: faunistyka (Pojezierze Mazurskie) i ekologia larw chruścików jezior i drobnych zbiorników północno-wschodniej Polski, wieloletni pracownik Stacji Hydrobiologicznej Instytutu Ekologii PAN w Mikołajkach (od 1992 r. na emeryturze), pomagała w zbiorach imagines wykorzystanych w publikacjach przez Botosaneanu i Kumanskiego, bogata kolekcja zebranych larw i imagines z jezior Polski wykorzystana została w pracach Czachorowskiego nad fauną jeziorną Polski.
Opublikowała 22 prace naukowe.

## Odznaczenia
- Krzyż Kawalerski Odrodzenia Polski (1984)
- Złoty Krzyż Zasługi (1977)
- Medal 40-lecia Polski Ludowej (1984)